# Круглов, Александр Васильевич
Алекса́ндр Васи́льевич Кругло́в (1852—1915) — русский писатель, поэт и журналист, издатель.

## Биография
Родился в 1852 (по другим сведениям — в 1853) в Великом Устюге, где его отец, зырянин, был смотрителем народных училищ. Семья после смерти кормильца перебралась в Вологду. Круглов учился в вологодской гимназии - исключён; окончил педагогические курсы, давал частные уроки, недолго служил в губернской казённой палате, начал писать стихи и очерки. В 1873 переехал в Санкт-Петербург.
В конце XIX — начале XX века А. В. Круглов пользовался известностью, хотя жил материально тяжело и часто болел. Александр Васильевич печатался в периодических изданиях, выпустил ряд книг («Старь и новь», «Господа-земцы», «Губернские сказки», «Немудреное счастье» и др.) Им написаны очерки «Вологда и Вологодский край», «Кружевница» и др. Первым крупным произведением Круглова был очерк о М. В. Ломоносове — написанный в Вологде в 1870 году, когда автору еще не исполнилось и 18 лет. Впоследствии очерк был издан отдельной брошюрой для школьников и выдержал восемь изданий. Большая заслуга Круглова в том, что он ознакомил тогдашних читателей с народом коми. В книге «Лесные люди» писатель с чувством уважения рассказывал о тяжелой жизни коми, о их быте. В его рассказах «В северных лесах» и особенно «Месть» — показывается сложность человеческих судеб, неразделенная любовь. На творческую деятельность А. В. Круглова большое влияние оказал его учитель Ф. М. Достоевский. Это влияние особенно сказывалось в последний период жизни Круглова, когда он работал редактором-издателем журнала «Дневник писателя» (позднее «Светоч и дневник писателя»). Круглов всю жизнь благоговейно почитал память своего учителя.

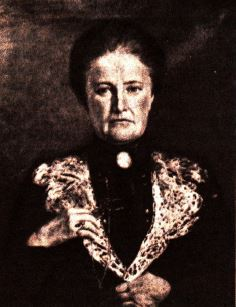
А. Н. Доганович — жена писателя

Отдельно вышли: «Живые души», очерки и рассказы (СПб., 1885); «Лесные люди»; «На исторической реке» (М., 1890); «Под колесом жизни»; «Свои — чужие»; «Немудреное счастье» (1895); «Провинциальные корреспонденты» (СПб., 1886); «Господа земцы» (СПб., 1887); «Губернские сказки» (М., 1890) и др.
В своё время пользовались большим успехом книги Круглова для детей и юношества: «Дети лесов» (СПб., 1885); «Иван Иванович и компания», (3 изд., СПб., 1889); «Большак» (4 изд.); «Котофей Котофеевич» (М., 1890); «Вечерние досуги» (2 изд.); «Незабудки»; «Разными дорогами»; «Картины русской жизни» (1892) и многие другие. Воспоминания Круглова были опубликованы в «Историческом Вестнике» (1894—1895).
Жена — детская писательница А. Н. Доганович. Совместно с Кругловым написала ряд произведений, помогала редактировать журнал «Светоч и дневник писателя» (1906—1915).
Умер А. В. Круглов под Москвой 9 октября 1915 года.